# Piano preparado

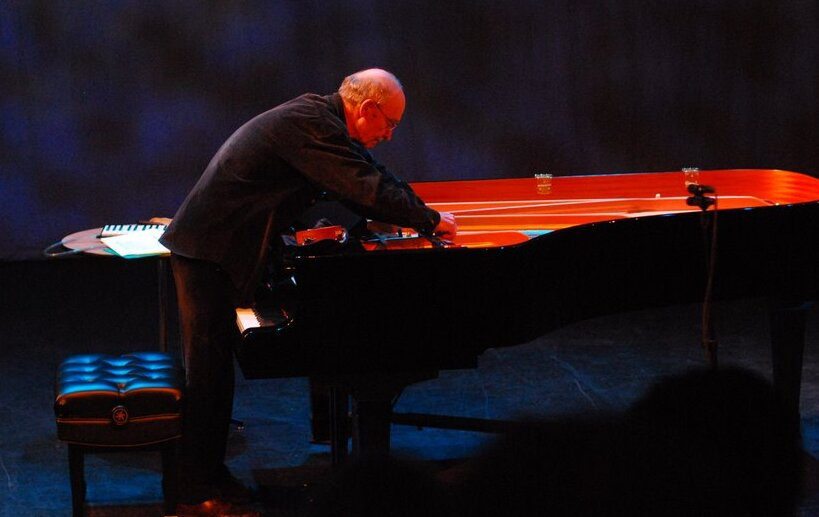
Christian Wolff con un piano preparado, 2007.

Un piano preparado es un piano cuyo sonido se ha alterado colocando objetos (preparaciones) sobre o entre sus cuerdas, en los macillos o en los apagadores.
La idea de alterar el timbre de un instrumento a través del uso de objetos externos se ha aplicado a más instrumentos que el piano; véase, por ejemplo, la guitarra preparada.

## Historia
John Cage acuñó el término piano preparado y fue el compositor que hizo esta técnica famosa. Acreditó a Henry Cowell y, en menor medida, a Eric Satie por contribuir a la idea, sin embargo no está claro si Cage estaba al corriente de otros precedentes descritos aquí.

### Piège de Medusede Satie
En la versión para piano de su Piège de Méduse (1913 o 1914) Erik Satie pedía que se introdujesen hojas de papel entre las cuerdas del piano para imitar el sonido mecánico del mono mecánico que aparecía en la obra.

### Choros no. 8de Villa-Lobos
En su obra de 1925 para dos pianos y orquesta, Heitor Villa-Lobos añadía a la partitura instrucciones para que el intérprete introdujese trozos de papel entre las cuerdas y los macillos para modificar el timbre del piano.

### El Luthéal
El Luthéal fue una invención de los años 20 que, mediante complejos mecanismos aplicados a un piano, conseguía variar el timbre de éste llegando a producir sonidos similares al del Cimbalón. Debido a su complejo mecanismo que precisaba un ajuste casi continuo este instrumento cayó en desuso. En algunas composiciones de Maurice Ravel que usaban el Luthéal este se sustituye por un piano preparado.

### Ragamalika
Otro precedente del piano preparado fue un experimento del compositor Francés Maurice Delage (1879-1961). En su Ragamalika basado en la música clásica de india pide que se inserte una pieza de cartulina en una de las cuerdas del piano para imitar el sonido de un tambor indio.

### John Cage y compositores posteriores
Cage preparó por primera vez un piano en 1938 cuando Syyvilla Fort le pidió que escribiese la música para uno de sus bailes. Cage escribió una obra para conjunto de percusión, pero al ver el lugar donde tendría lugar la representación se dio cuenta de que no cabía todo un grupo de percusión. El único instrumento disponible era un piano de cola. Cage consideró que preparando el piano un pianista podría tocar el equivalente a toda una orquesta de percusión.
Otros compositores que usaron el piano preparado son: Sophie Agnel, Koka Nikoladze, Michael Staley, Hiromi Uehara, Philip Corner, Roberto Carnevale, Carson Kievman, Jason Moran, Marina Leonardi, Stephen Scott, y Matteo Marchisano-Adamo.

### ElTack piano
El  Tack piano es un piano preparado con tornillos o clavos entre las cuerdas, justo en el lugar en el que golpean los macillos, produciendo un sonido más brillante. Este tipo de piano preparado es habitual en el Honky tonk dado que su sonido recuerda a un piano antiguo y mal conservado. Este tipo de preparación del piano suele desgastar el fieltro y el mecanismo de los macillos, lo que hace que muchos afinadores y reparadores de pianos desaconsejen su uso.

## En la música popular
- En las sesiones para Pet Sounds de 1966 se usó un piano tack, con tachuelas en los filtros que golpean las cuerdas.

- 1967 En "All Tomorrow's Parties" deThe Velvet Underground & Nico, John Cale preparó su piano con una cadena de clips.[1]

- En "Our Window" de Noah and the Whale se usa un piano preparado con tornillos, pelotas de ping pong y palillos de dientes.[2]